# Leo Cella
Leo Cella (Rimini, 1º ottobre 1937 – Balocco, 17 febbraio 1968) è stato un pilota automobilistico e pilota di rally italiano, vincitore del   campionato europeo turismo su pista ETCC 1963 su Lancia Flavia Coupé e del campionato italiano rally 1966 su Lancia Fulvia Coupé HF.

## Carriera
Nel 1963 è tra i cinque piloti che compongono la neonata Squadra Corse HF. All'esordio su Flavia Coupé 1.5 vince l'europeo su pista turismo ETCC. Nel 1965 portò all'esordio la Fulvia HF arrivando ottavo al Tour de Course. Quindi  vinse due volte il Rally dei Fiori, nel 1965 con Gamenara su Lancia Fulvia 2C e nel 1966 con Luciano Lombardini su Lancia Fulvia Coupé, diventando poi nello stesso anno Campione Italiano Rally con la sua Lancia Fulvia HF Coupé.
Nel 1966 vinse il Rally di San Martino di Castrozza e il Rallye RACE d'Espagne sulla sua Fulvia e finì secondo anche al Rallye des Trois Cîtés chiamata anche la Monaco-Vienna-Budapest.
Nel 1967 si classificò 4º assoluto al Rally di Monte Carlo.
Corse anche su circuito, principalmente in Formula 3 nel 1964 per il team privato Sant Ambroeus Cooper-BMC e alla le 24 ore di Le Mans nel 1966 e nel 1967 su Alpine A210, finendo 9º nel 1966 con Henri Grandsire e 1° di categoria.
Nel 1968, mentre stava collaudando e provando un prototipo di Alfa Romeo 33/2 sulla pista di Balocco, ebbe un incidente mortale.

## Palmarès
- Campione Europeo ETCC  su Flavia Coupé cat 1.600
- Campionato italiano rally: 1
1963-1966 Lancia Flavia Coupé e Sport
vince edizione 1966